# Hedda Gabler
Hedda Gabler es una obra de teatro, y uno de los mayores éxitos del escritor y dramaturgo noruego Henrik Ibsen. Un retrato realista y psicológico de la alta sociedad de finales del siglo XIX.
El texto teatral fue interpretado por primera vez en Múnich, Alemania, en enero de 1891. Ibsen fue criticado en un principio a causa de la naturaleza muy particular de la protagonista, Hedda Gabler, la cual no respetaba los ideales y la moral de la mujer de la época (aunque puede decirse que tampoco respeta ningún código moral, masculino o femenino, de cualquier época). Hedda Gabler es el estudio de una mujer obsesionada con el aburrimiento en que naufraga su vida ("A veces creo que solo sirvo para una cosa en este mundo [...] para aburrirme mortalmente", afirma en el acto II), y de cómo se destruye a sí misma tras destruir, total o parcialmente, las vidas de los demás. Considerada una de las personalidades teatrales más complejas y dinámicas de todos los tiempos, en ella Ibsen deposita una refinada maldad unida a un intelecto brillante. Los sufrimientos interiores de Hedda Gabler, también muy intensos, se topan a menudo con su cobardía social ("Soy cobarde. Terriblemente cobarde", Acto II).

## Personajes
- Jørgen Tesman
- Hedda Gabler, esposa de Jørgen
- Miss Juliane Tesman, tía de Jørgen
- Mrs. Thea Elvsted
- Juez Brack
- Ejlert Løvborg
- Berte, criada

## Argumento
La acción se desarrolla en una villa de Kristiania (hoy Oslo).
Hedda Gabler, la aristocrática hija del general Gabler, tiene 29 años y acaba de contraer matrimonio con Jørgen Tesman, al que no ama.
La obra muestra cómo el matrimonio regresa de un viaje que se supone era la luna de miel pero que no lo fue. La tía de Tesman, Juliane, les hace una pequeña visita, en donde les comunica los inmensos esfuerzos económicos que generosamente deposita en ellos. Tesman tiene la esperanza de ser nombrado catedrático muy pronto. Tras la marcha de la tía, aparece en escena Thea (Mrs. Elvsted), una antigua compañera de colegio de Hedda; ha abandonado a su esposo por el exalcohólico Løvborg, también escritor y también un lejano amigo íntimo de Hedda. Hedda le sonsaca a Thea la información que quiere, jugando con ella como con un ratón asustado. Thea reconoce que Hedda siempre le ha dado miedo. Más tarde aparece el juez Brack, que intenta sin éxito convertirse en el amante de Hedda. Finalmente hace su aparición el exalcohólico Løvborg, que ha escrito un libro exitoso pero que tiene aún, en edición manuscrita, otro verdaderamente genial. Le dice además a Tesman que va a optar también por la plaza de catedrático que, en un principio, ya estaba otorgada a Tesman. No obstante, le dice que no se preocupe, que no tiene ninguna intención en quitársela. Entonces habla con Hedda revelándose la antigua amistad que los unía. Hedda le saca al escritor la información que va deseando, mientras se mofa parcialmente de su recién adquirida sobriedad.
Løvborg, Jørgen Tesman y Brack se van a una fiesta que el último organiza: Løvborg está borracho y pierde el libro, Jørgen lo encuentra y lo lleva a su casa, en donde le dice a Hedda que se trata de un libro genial e increíble. Añade que es una suerte que lo haya encontrado, pues Løvborg carece de copia alguna; pero entonces le informan que su tía está agonizando y debe marcharse apresurado. Hedda guarda el libro en la estantería. Llega entonces Løvborg dando muestras de desesperación. Afirma haber destruido él mismo su propio libro. Habiendo bebido de nuevo, sin obra ya que publicar, y bastante alterado, Hedda le brinda la idea de un hermoso suicidio, pues quiere que se pegue un tiro "de manera bella". Løvborg se marcha con una de las pistolas de Hedda; o, más bien, del padre fallecido de ésta, el general Gabler. Luego Hedda se dirige a la estantería y decide, con sumo placer, quemar el libro en la estufa, mientras dice: "¡Ahora quemo a tu hijo, Thea! ¡Tú! ¡La del pelo rizado! ¡El hijo tuyo y de Ejlert Løvborg! ¡Ahora lo quemo! ¡Ahora quemo al niño!".
En el último acto, Løvborg muere tras recibir un disparo accidental en un prostíbulo y Brack, que sabe de donde procede la pistola, emplea este conocimiento con el fin de presionar a Hedda para ser su amante. Thea y Tesman se encuentran para reconstruir el manuscrito de Løvborg a partir de las notas que Thea ha conservado. Cuando Hedda comprende que está en las garras del juez Brack, atrapada y sin salida, se suicida con la otra pistola del general.

## Intérpretes
Algunas de las más famosas intérpretes de Hedda Gabler son Alla Nazimova (1907), Asta Nielsen, Patrick Campbell (1907), Nance O'Neill (1917), Italia Almirante-Manzini (1919), Eva Le Gallienne, Katina Paxinou (1942) Peggy Ashcroft (1954), Tallulah Bankhead, Glenda Jackson, Maggie Smith, Diana Rigg, Fiona Shaw, Ingrid Bergman, Claire Bloom, Lena Endre, Cate Blanchett e Isabelle Huppert (2005) y en España Irene López Heredia (1944), Luisa María Payán (1971), Laia Marull (2011), Cayetana Guillén Cuervo (2015), en Chile Marés González (1956) y en Colombia Laura García, adaptación para televisión (1979) y Catalina Medina (2016).

## Producciones teatrales
- 1891 – Christiania Theater (actual Nationaltheatret), Noruega. Estreno el 26 de febrero de 1891.
- 1899 – Teatro de Arte de Moscú (МХТ), dirección de Vladímir Nemiróvich-Dánchenko.
- 1902 – Manhattan Theatre, producción de Broadway, Estados Unidos.
- 1970 – National Theatre / Cambridge Theatre, dirección de Ingmar Bergman, Reino Unido.[1]
- 2001 – Teatro Académico Juvenil de Kiev, dirección de Stanislav Moiseyev, Ucrania.[2]
- 2003 – Théâtre Marigny, dirección de Roman Polanski, París, Francia.
- 2004 – Estudio de Piotr Fomenko, dirección de Mindaugas Karbauskis, Moscú, Rusia.[3]
- 2004 – Sydney Theatre Company, dirección de Robyn Nevin, Sídney, Australia.
- 2005 – Almeida Theatre, dirección de Richard Eyre, Londres, Reino Unido.
- 2005 – Schaubühne, dirección de Thomas Ostermeier, Berlín, Alemania.[4]
- 2006 – Teatro Lensoveta, dirección de Vladislav Pazi, San Petersburgo, Rusia.[5]
- 2010 – Theatre Royal, dirección de Adrian Noble, Bath, Reino Unido.[6]
- 2012 – Royal and Derngate Theatre, Northampton, Reino Unido.[7]
- 2012 – Old Vic, dirección de Anna Mackmin, traducción de Brian Friel, Londres, Reino Unido.
- 2012 – Community Theatre, dirección de Douglas Sutherland-Bruce, Australia.[8]
- 2012 – The Mad Cow Theatre, dirección de Erik Zivot, Orlando, Estados Unidos.
- 2012 – Teatro de la Abadía, dirección de David Selvas, Madrid, España.[9]
- 2013 – Teatro en la Taganka, dirección de Gulnara Galavinskaya, Moscú, Rusia.[10]
- 2014 – Marie and Edward Matthews ’53 Acting Studio, dirección de Sean Drohan, Estados Unidos.[11]
- 2015 – CFCC Drama Production, dirección de Jessica Gaffney, Estados Unidos.[12]
- 2015 – Teatro Nacional Académico Ucraniano de Música y Drama T. G. Shevchenko de Dnipró, dirección de Diana Stein, Ucrania.[13]
- 2017 – National Theatre, dirección de Ivo van Hove, Londres, Reino Unido.[14]
- 2018 – Teatro Dramático de Moscú A. S. Pushkin, dirección de Anatoly Shuliev, Moscú, Rusia.[15]
- 2020 – Centro GAM, dirección de Claudia di Girolamo, Santiago de Chile, Chile.[16]
- 2022 – Teatre Lliure de Barcelona, dirección y adaptación de Àlex Rigola, España.[17]
- 2023 – Teatro Municipal 1.º de Mayo, dirección de Edgardo Dib, Santa Fe, Argentina.[18]